# Discolaimium cylindricum
Discolaimium cylindricum är en rundmaskart. Discolaimium cylindricum ingår i släktet Discolaimium och familjen Dorylaimidae. Inga underarter finns listade i Catalogue of Life.